# Sergio Núñez (Fußballspieler, 1982)
Sergio Antonio Núñez Morales (* 30. April 1982 in Chile) ist ein ehemaliger chilenischer Fußballspieler.

## Karriere
Sergio Núñez begann seine Profikarriere 2001 beim CD Cobreloa in der Primera División und spielte in Chile außerdem für die Santiago Wanderers, Deportes La Serena und Unión San Felipe. In der Primera B war er für Deportes Iquique, Deportes Antofagasta, Coquimbo Unido, San Marcos und Lota Schwager aktiv. Im Februar 2015 wurde er bei Lota Schwager nach einer Auseinandersetzung mit seinem Mitspieler Emanuel Vargas entlassen.
Im Ausland spielte er für CF Atlante, Potros Neza und Real Colima in Mexiko sowie 2015 für CAI Comodoro Rivadavia im Torneo Argentino A. Größter Erfolg war der Gewinn der chilenischen Primera B in der Clausura 2014 mit Coquimbo Unido.

## Erfolge
Coquimbo Unido
- Chilenischer Zweitligameister: 2014-C